# Honnemane, Belur
Honnemane là một làng thuộc tehsil Belur, huyện Hassan, bang Karnataka, Ấn Độ.